# Optical Character Recognition (Unicode)
Optical Character Recognition è un blocco Unicode. È costituito da 11 caratteri compresi nell'intervallo U+2440-U+245F.
Contiene simboli tratti da OCR-A e MICR per il riconoscimento ottico dei caratteri. I glifi sono conformi agli standard ISO 1073-1:1976 e ISO 1004:1995.

## Tabella
| Codice | Carattere | Nome                           |
| ------ | --------- | ------------------------------ |
| U+2440 | ⑀         | OCR HOOK                       |
| U+2441 | ⑁         | OCR CHAIR                      |
| U+2442 | ⑂         | OCR FORK                       |
| U+2443 | ⑃         | OCR INVERTED FORK              |
| U+2444 | ⑄         | OCR BELT BUCKLE                |
| U+2445 | ⑅         | OCR BOW TIE                    |
| U+2446 | ⑆         | OCR BRANCH BANK IDENTIFICATION |
| U+2447 | ⑇         | OCR AMOUNT OF CHECK            |
| U+2448 | ⑈         | OCR DASH                       |
| U+2449 | ⑉         | OCR CUSTOMER ACCOUNT NUMBER    |
| U+244A | ⑊         | OCR DOUBLE BACKSLASH           |

## Tabella compatta di caratteri

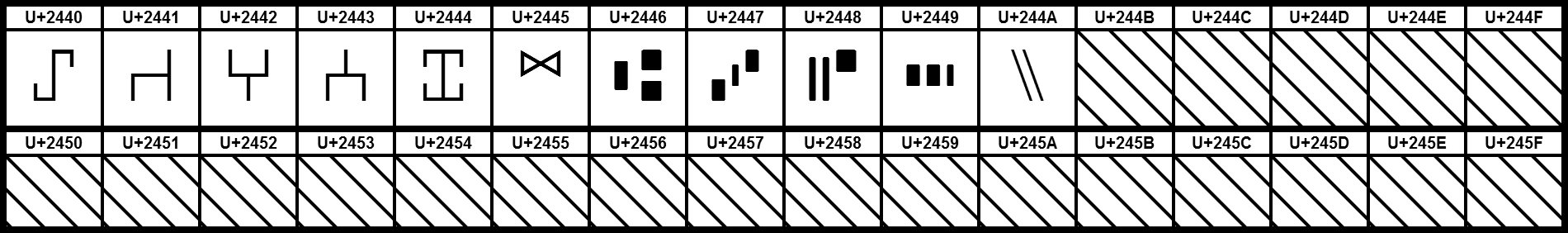
Optical Character Recognition

| 244 | ⑀ | ⑁ | ⑂ | ⑃ | ⑄ | ⑅ | ⑆ | ⑇ | ⑈ | ⑉ | ⑊ |
| 245 |   |   |   |   |   |   |   |   |   |   |   |